# Marlucci Manvailler
Marlucci Manvailler foi uma modelo brasileira de Mato Grosso que em 1966 tornar-se-ia Miss Brasil Mundo. É a primeira representante desse estado a conquistar esse título.